# Central City (Nebraska)
Central City je grad u američkoj saveznoj državi Nebraska. Prema popisu stanovništva iz 2010. u njemu je živjelo 2,934 stanovnika.